# Бриджит Джоунс: На ръба на разума
„Бриджит Джоунс: На ръба на разума“ (на английски: Bridget Jones: The Edge of Reason) е британски игрален филм от 2004 година, романтична комедия на режисьорката Бибан Кидрън, базиран на Хелън Филдинг. С участието на Рене Зелуегър, Хю Грант, Колин Фърт и др.

## „Бриджит Джоунс: На ръба на разума“ в България
На 21 март 2010 г. Нова телевизия излъчи филма с български дублаж за телевизията. На 12 август 2017 г. започва повторно по bTV Comedy с дублажа на студио Медиа Линк.